# Kolla
Els kolles, colles, o coyes (Kolla, Colla o Coya), correctament Qulla (nom quítxua per dir "sud") són un poble indígena del nord de Xile, nord-oest de l'Argentina i sud de Bolívia.
Són més de 70.000 dels que prop de 60.000 viuen a Salta i a Jujuy. A Xile són uns 4.000. Parlen un dialecte del quítxua.
Els kolla van entrar en contacte amb els invasors castellans (després anomenats espanyols) el 1540. Van resistir la invasió durant 110 anys però finalment van perdre les terres de Santiago del Estero a mans dels castellans. Molt famosa fou la cap de la resistència Ñusta Willaq, un dona combatent que va lluitar fins al 1780. Amb la independència de l'Argentina, Xile i Bolívia la sort dels kolles no va millorar.
Els Kolla utilitzen la bandera originària o wiphala tradicional dels indígenes de Bolívia.